# Pablo Armero
Pablo Estifer Armero (San Andres de Tumaco, 2 november 1986) is een Colombiaans voetballer die bij voorkeur als vleugelspeler speelt. Hij debuteerde in 2008 in het Colombiaans voetbalelftal.

## Clubcarrière
Armero speelde in zijn thuisland bij América de Cali. Bij die club speelde hij 108 wedstrijden, waarin hij acht keer tot scoren kwam. In februari 2009 tekende Armero bij het Braziliaanse Palmeiras. Hij speelde 36 wedstrijden voor die club. Op 28 augustus 2010 tekende hij een contract bij het Italiaanse Udinese. Armero wordt meestal als linkervleugel opgesteld in een 3-5-2 formatie. Udinese eindigde in Armero's eerste seizoen als vierde en sleepte daarmee een Champions Leagueticket binnen. In de laatste voorronde werd het uitgeschakeld door Arsenal, waardoor Udinese als troostprijs de Europa League in mocht. Op 10 januari 2013 werd bekend dat Napoli Armero tot het einde van het seizoen zou huren van Udinese. De Napolitanen bedongen een koopoptie van vier miljoen euro, die uiteindelijk in de zomertransferperiode werd gelicht. Armero zette zijn handtekening onder een driejarig contract bij SSC Napoli.

## Interlandcarrière
Armero debuteerde in 2008 in het Colombiaans voetbalelftal. Inmiddels speelde hij meer dan veertig wedstrijden voor Los Cafeteros. In mei 2014 werd Armero door bondscoach José Pékerman opgenomen in de selectie voor het wereldkampioenschap voetbal in Brazilië.